# 朱令赟
朱令赟（10世纪—975年11月26日），有的史书作朱全赟，南唐武将。大将军朱匡业从子（一作子）。他椎额（额头突出如椎）鹰目，矫健敏捷又善射，军中称之为“朱深眼”；在宋灭南唐之战中发兵救援都城金陵，兵败殉国。

## 生平

### 早期仕途
朱令赟在军中因积累军功而得以升迁，官至神卫军都虞候。
镇南军节度使、南都留守南昌尹林仁肇与皇甫继勋、朱令赟不和，皇甫继勋、朱令赟诬陷林仁肇求援北宋，想自己在江西称王。宋太祖也用离间计使南唐国主李煜对林仁肇起疑，李煜于开宝五年（972年）杀林仁肇，朱令赟接替林仁肇做了镇南军节度使。

### 勤王殉国
北宋太祖发兵攻打南唐，八年（975年）五月，南唐召朱令赟率上江兵入援。朱令赟拥兵十万到湖口，诸将请他趁长江涨水赶紧顺流而下，朱令赟却担心敌人趁机反而占据他的后方，交战得胜了还好，如果不能得胜，就连粮道也断了，于是没有进兵，写信召南都留守柴克贞代他守湖口，柴克贞病了，拖延着没有去，朱令赟也不敢进兵，李煜屡次催促他，他也没有出兵。
九月，金陵正被围，李煜图谋遣使入贡于宋以求缓兵，嘱咐使者修文馆学士承旨徐铉制止朱令赟援军。徐铉不同意，认为城中所倚仗的只有援兵，不应该止住他们。李煜解释如果谈和的同时还召集军队，徐铉身为使臣会有性命之忧。徐铉要李煜不要顾及自己的安危。李煜哭着送他启程。十月，徐铉朝见宋太祖，但未能说服宋太祖缓兵。
卫尉卿陈大雅指出身为上江大帅的朱令赟愎谏自用无远谋，恐怕不足以倚仗。李煜大怒，认为诸臣都想投降了，诏陈大雅催促朱令赟等军。陈大雅疾驰到朱令赟军，劝他倍道而行救援金陵。朱令赟知道敌不过宋军，表态自己决定为国家抛头颅效死，不希望陈大雅白白和自己一起阵亡，要陈大雅先回京禀报。于是陈大雅冒着围城宋军的矢石潜回金陵，与李煜互相抱持着哭，说朱令赟军必然不能成功。
当月，朱令赟在李煜屡次催促下，从湖口出兵援救金陵，聚集江西地方军队，号十五万，缚木为筏，长百余丈，将足以容纳千人的大舰及载着军粮军器等的船数百艘连起来顺流而下。朱令赟自己所乘的战船尤其大。朱令赟计划毁坏采石矶的浮桥，正好江水干涸，战舰不能急进。有人劝他等盛夏江水涨了再顺流而下，势不可挡。朱令赟认为既然已经进军了，不能再等到盛夏了。宋将池州至岳州江路巡检战棹都部署王明率所部船队屯于独树口，派儿子骑马奏请添造战舰三百艘以袭朱令赟。太祖指出这不是应急之策，等战舰造好了，朱令赟也解了金陵之围了。于是秘密遣人告谕王明，令他在洲浦间立起长木头，作船只状。朱令赟望见，果然怀疑大军袭其后，逗留不敢进。王明发檄文给诸军，互为掎角，督军队划船袭击朱令赟，到小孤山，与诸军合势。朱令赟不识兵机，独自乘大船，高十余重，上建大将旗幡，率军三万到皖口（有的史书如《江南野录》作虎踞洲），在中流指挥，宋行营步军都指挥使都虞候刘遇挥兵急攻之。朱令赟先前造大船，装满芦苇，浇上脂油，命名为“火油机”。朱令赟在交战中处于劣势，就用“火油机”烧宋军，刘遇军抵挡不住，但不久就刮起北风，火反而烧到唐军自己，唐军水陆诸军十五万不战自溃，朱令赟惊慌之下投火殉国（有的史书作自杀未遂被俘），宋军擒获战棹都虞候王晖等佩带印绶符节的将帅，唐军赴水而死者十之五六，宋军获兵仗数万，其他粮食、兵器、铠甲都被烧完。火焰十天不息。金陵孤城只指望朱令赟的援军，至此越发危急，但李煜起初并不相信朱令赟败了。十一月，宋灭南唐。

## 子女
《江南野史》载朱令赟之子脱身，在南昌。

## 轶闻
朱令赟军到石碑营子时，白天浓雾像幕布一样覆盖在营上，伸出手看不到手掌，外人望见虹一样的气向上连着天，这被认为是不祥之兆。不数日，唐军败。
《钓矶立谈》称，当时宋军上方有气，如鸾翔凤舞状。
新罗人裴长史预言朱令赟的军队不能行过池州。

## 评价
- 《十国春秋》论曰：朱令赟覆军身殁，将略雅非所长，而死事故不可泯也。[1]